# Joan van Woensel
Joan van Woensel, auch Johannes von Wönsel (* 28. Juni 1705 in Haarlem; † 1773 ebenda) war ein niederländischer Mediziner und praktischer Arzt in Haarlem.

## Leben
Joan van Woensel studierte an der Universität Leiden Medizin, wurde 1730 in Leiden promoviert und wirkte anschließend als praktischer Arzt in Haarlem.
Am 3. Juli 1739 wurde er unter der Präsidentschaft des Mediziners Andreas Elias Büchner mit dem akademischen Beinamen Varro unter der Matrikel-Nr. 491 als Mitglied in die Kaiserliche Leopoldino-Carolinische Akademie der Naturforscher aufgenommen. Im Jahr 1762 wurde er Mitglied der Hollandsche Maatschappij der Wetenschappen.
Er war seit 1738 verheiratet mit Margaretha Susanna, geborene Zandwijk. Der niederländische Schout-bij-nacht und spätere Generaldirektor der Küstentelegraphie Joan van Woensel (1740–1816) und der Militärarzt und Reiseschriftsteller Pieter van Woensel (1747–1808) waren die beiden Söhne des Ehepaars. 

## Schriften
- Dissertatio medica inauguralis de podagra. 1730 (Digitalisat)